# Gormlaith
Gormlaith, també Gormflaith ingen Murchada (960-1030), va ser una reina irlandesa.

## Vida
Gormlaith va néixer a Naas, al Comtat de Kildare, Irlanda, com a filla de Murchad mac Finn, Rei de Leinster, germana del seu successor, Mael Mórdha mac Murchada. Es va casar amb Olaf Cuarán, el Viking rei de Dublín i York fins a la seva mort l'any 981 i va ser la mare del seu fill, el Rei Sigtrygg Silkbeard. Posteriorment, després de la derrota del seu fill Sigtrygg a la Batalla de Glen Mama el 999, Gormlaith es va casar amb Brian Boru, el Rei de Munster i Gran Rei d'Irlanda, donant a llum al seu fill i últim rei de Munster, Donnchad mac Briain. També es diu que es va casar amb Máel Sechnaill mac Domnaill després de la mort d'Olaf, però les fonts d'aquesta informació són menys fiables.
Gormlaith és famosa per presumptament incitar als homes fins a tal punt que, suposadament va causar la Batalla de Clontarf, l'any 1014 però aquest episodi només existeix en fontsliteràries no contemporànies escrites molt després de la seva mort, sent altament improbable que aquest esdeveniment passés mai. La majoria de informacions sobre Gormlaith van ser escrites molt després de la seva vida fent que es conegui molt poca cosa sobre la figura històrica real.

## Mencions als Annals
La primera menció a Gormlaith apareix als Annals d'Inisfallen. Aquest és un dels més importants registres existents de la història de Munster. La entrada de la seva mort va ser escrita uns 62 anys després d'aquesta. Aquest compte declarava, 
| «                                                           | La filla de Murchad, fill de Finn, reina de Munster, mor. | » |
| — Annals of Inisfallen, p. 197, Annals d'Inisfallen, p. 197 |                                                           |   |

El Annals de Tigernach és el següent registre cronològic amb una referència a Gormlaith. En aquests annals, compilats als Midlands d'Irlanda deia:
| «                                                          | Gormlaith, filla de Murchad, fill de Finn, mare de Sitric, fill d'Amlaíb Cuarán, rei dels Estrangers, i de Donnachad, fill de Brian, rei de Munster, morí. | » |
| — Annals of Tigernach, p. 371, Annals de Tigernach, p. 371 | |   |

## Literatura medieval
Gormlaith ha estat descrita en molts contextos des de la seva mort, i és coneguda per la seva descripció al Cogadh Gaedhil re Gallaibh Aquesta obra literària va ser escrita entre 1103 i 1111 per un descendent de Brian Boru, Muirchertach Ua Briain. Aquest text detalla l'ascens al poder del seu avantpassat en un esforç per destacar el prestigi de la seva dinastia.
Njál's Saga, una obra literària islandesa del segle tretze, es referia a ella com Kormloð, mostrant-la com una gelosa divorciada bolcada en una venjança envers el seu ex-marit Brian Boru.